# Goerodes tanmounensis
Goerodes tanmounensis är en nattsländeart som beskrevs av Li-Peng Hsu och Chin-Seng Chen 1996. Goerodes tanmounensis ingår i släktet Goerodes och familjen kantrörsnattsländor. Inga underarter finns listade i Catalogue of Life.